# 70 Ursae Majoris
70 Ursae Majoris är en orange jätte i stjärnbilden Stora björnen. Stjärnan har visuell magnitud +5,52 och är synlig för blotta ögat vid god seeing. Den ligger på ett avstånd av ungefär 635 ljusår.